# Пассі (Париж)
Пассі́́ (фр. Passy) — район Парижа на правому березі Сени, неподалік від Булонського лісу. Як і багато інших кварталів, Пассі став частиною міста 1 січня 1860 року й дав назву 16-му округу. Зараз квартал значно перевершує за розмірами межі колишньої села, Пассі — улюблене місце проживання найзаможніших парижан — тут мешкають політики, аристократи, успішні бізнесмени, знаменитості.
Вже у 1939 році французький поет і прозаїк Леон-Поль Фарг писав про Пассі: "Пассі — це велика провінція, де сім'ї знайомі один з одним, спостерігають один за одним і ненавидять один одного з тієї причини, що на чай в однієї з родин зібралося більше поетів чи політиків, ніж у інших. Ні пролетарі, ні бідняки не мають доступу до цієї вічної вечірки, яка проходить між площею Віктора Гюго і Сеною. "

## Визначні місця
З площі Трокадеро на найвищій точці пагорба Шайо відкривається найкрасивіший вид на Ейфелеву вежу. Тут розташований палац Шайо, всередині якого музейний комплекс — Музей людини, Морський музей та Музей кіно. Територію палацу прикрашають найбільші фонтани Парижа. У східній частині парку Трокадеро знаходиться підземний «Акваріум Трокадеро», де представлені майже всі види риб, що водяться в річках Франції.
Гідним уваги є також цвинтар Пассі, що межує на південному-заході з площею Трокадеро. На кладовищі покояться останки зірки американського німого кінематографа Пірл Уайт, художників-імпресіоністів Едуарда Мане та Берти Морізо і композитора Клода Дебюссі.
На вулиці Ренуар (47, rue Raynouard) знаходиться будинок-музей Бальзака, а на вулиці Дез-О (rue des Eaux) — Музей вина (5, square Charles Dickens) неподалік від станції метро Passy, де зупиняються поїзди 6-ї лінії паризького метро.

## Відомі люди, що проживали в Пассі

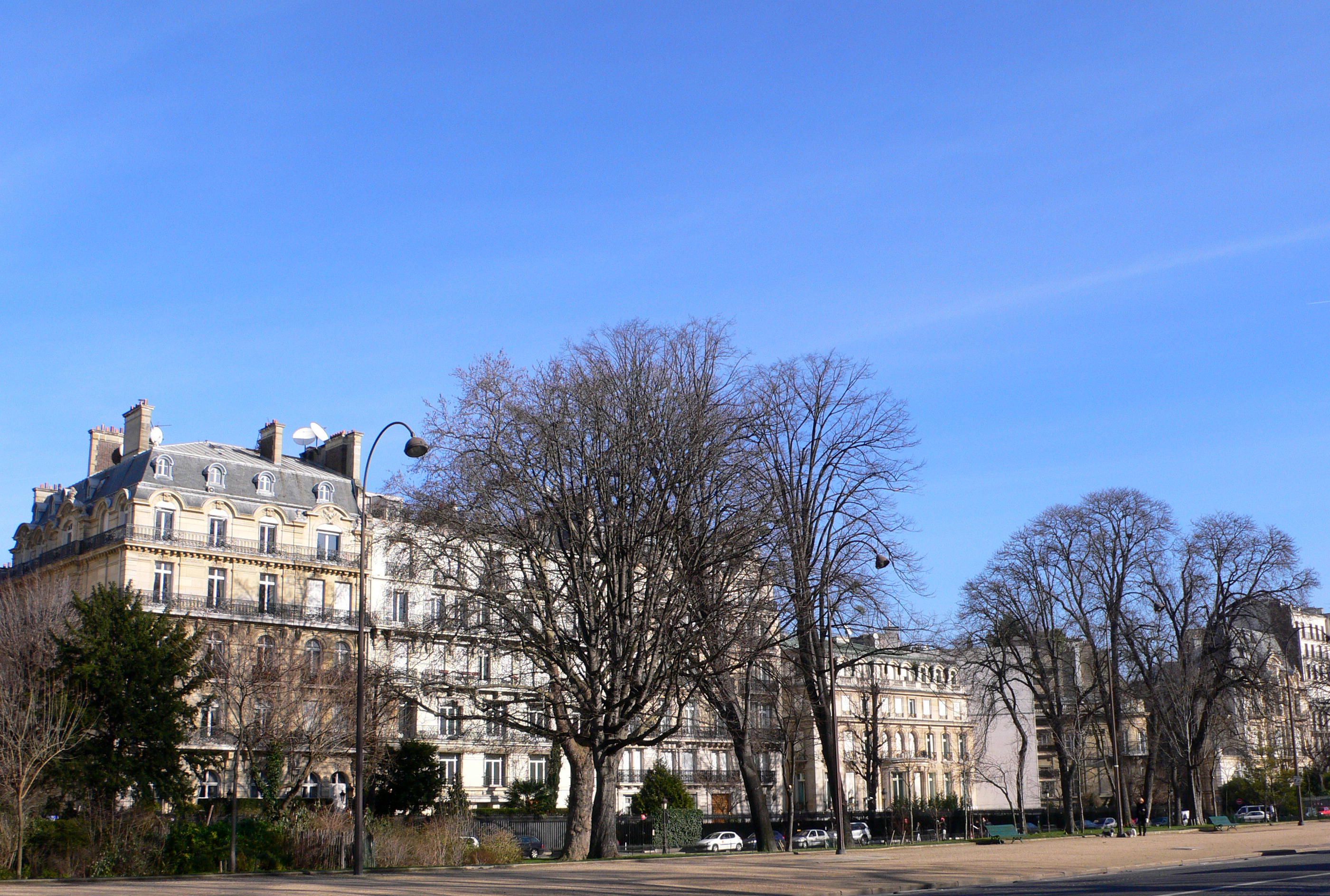
На авеню Фош розташовані будинки заможних парижан

Бенджамін Франклін проживав у Пассі з 1777 до 1789 рік під час війни за незалежність США. Він активно підтримував боротьбу за незалежність. У його невеликий друкарні Passy Press друкувалися не тільки памфлети, але й паспорти, а також наукова праця A Project for Perpetual Peace(1782), присвячена в першу чергу питання миру в Європі. Франклін зібрав тут загальноєвропейську Раду, де велися дискусії з міжнародних тем. Коли Франклін повернувся в Америку, новий американський посол у Франції, Томас Джефферсон, писав: «Містечко ніби залишилося без патріарха, коли він виїхав з Пассі» ( When he left Passy, it seemed as if the village had lost its patriarch.)
Італійський композитор Джоаккіно Антоніо Россіні, автор опери «Севільський цирульник», оселився в Пассі в 1863 році, де проживав у своїй віллі до смерті (1868). Тут він написав останній твір «Коротка урочиста меса» (Petite Messe Solennelle).
Французький письменник і філолог Франсуа Жуст Марі Ренуар також прожив свої останні роки в Пассі й помер тут у 1836 році.
Пассі довгий час було місцем проживання Віктора Гюго, де він помер у будинку 124 на вулиці, названій нині на його честь.
Крім того, у кварталі проживали:
- Жорж Клемансо, політичний і державний діяч, журналіст
- Феліс Сезар Давид, композитор
- Жак Фелікс Дюбай, архітектор
- Анрі Батай, драматург
- Марія Каллас, оперна співачка
- Фернандель, актор театру і кіно, комік
- Октав Мірбо, письменник, романіст, драматург і публіцист
- Ізабелла II, королева Іспанії
- Теофіль Готьє, поет романтичної школи
- Шарль Каміль Сен-Санс, композитор
- Генріх Гейне, німецький поет, публіцист і критик
- П'єр Жозеф Прудон, публіцист, економіст і соціолог, один з основоположників анархізму
- Бріжит Бардо, кіноактриса і фотомодель
- Жюль Габріель Жанен, письменник, критик та журналіст, член Французької академії
- Оноре де Бальзак, письменник
- П'єр Жан де Беранже, поет і пісняр
- Альфред де Мюссе, поет, драматург і прозаїк, представник пізнього романтизму
- Жан Жорес, політичний діяч, соціаліст
- Фредерік Франсуа Гійом де Водонкур — генерал Наполеонівської армії і французький письменник.